# Greensboro, Alabama
Greensboro är administrativ huvudort i Hale County i Alabama. Vid 2020 års folkräkning hade Greensboro 2 218 invånare.

## Kända personer från Greensboro
- Pete Jarman, diplomat och politiker
- Herbert Jones, basketspelare